# Porta Genova (Milan)
La Porta Genova est un quartier de Milan, situé au sud-ouest du Duomo, appartenant au Municipio 6 selon le découpage administratif de la ville. Le quartier tire son nom de la porte du même nom construite vers 1870 sur le tracé des anciennes murailles espagnoles, au centre de l'actuelle piazzale Cantore. Des traces des anciens péages douaniers du XIXe siècle y sont encore visibles aujourd'hui.

## Description
Appartenant à la zone élargie des Navigli, le quartier de la Porta Genova est délimité par un quadrilatère formé par les via Solari, via Bergognone, le Naviglio Grande et la Darsena. La piazzale Stazione Genova en constitue l'épicentre. L'une de ses particularités est son pont piétonnier en fer forgé, connu sous le nom de Scaletta, qui enjambe les voies ferrées. Il relie la place à la via Tortona et sert de passerelle entre les deux moitiés du quartier, séparées par les quais de la gare. Aussi connu sous le nom de Ponte degli Artisti (« Pont des Artistes »), il apparaît dans une célèbre scène du film Ratataplan de Maurizio Nichetti en 1979. Une autre caractéristique architecturale du quartier est la  « Ruelle des Blanchisseurs », dans laquelle les pierres utilisées autrefois par les lavandières de la région pour laver les vêtements ont été conservées dans l'ancien lavoir approvisionné par l'eau du Naviglio Grande. Les femmes faisaient le tour des maisons du quartier pour ramasser et rapporter le linge à laver, et chaque lavandière possédait sa propre pierre à laver avec laquelle elle frottait le linge.
La zone des Navigli, incluant le quartier de la Porta Genova, a considérablement changé au cours des dernières décennies. Les anciennes usines et ateliers ont été progressivement remplacés par des activités commerciales orientées tourisme, principalement des boutiques de mode, des boîtes de nuit et des musées.
Le quartier est desservi par la ligne M2, grâce à la station Porta Genova, située devant la gare. La station est reliée à la ligne Milan-Mortara, dont les trains régionaux vont à  Alessandria.

## Galerie d'images

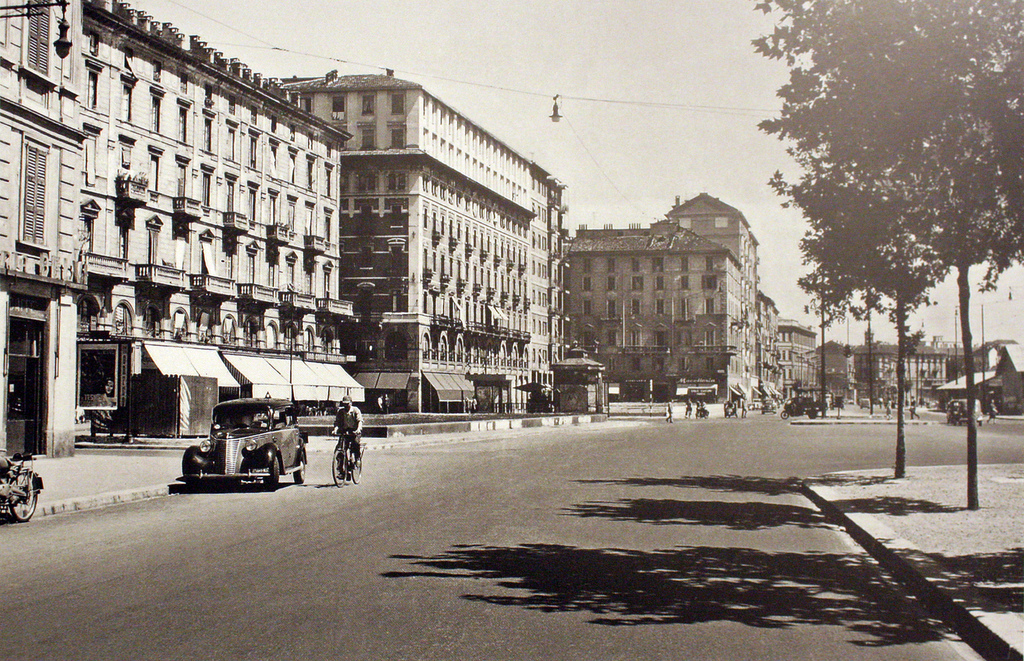
le Piazzale Cantore dans les années 1950.
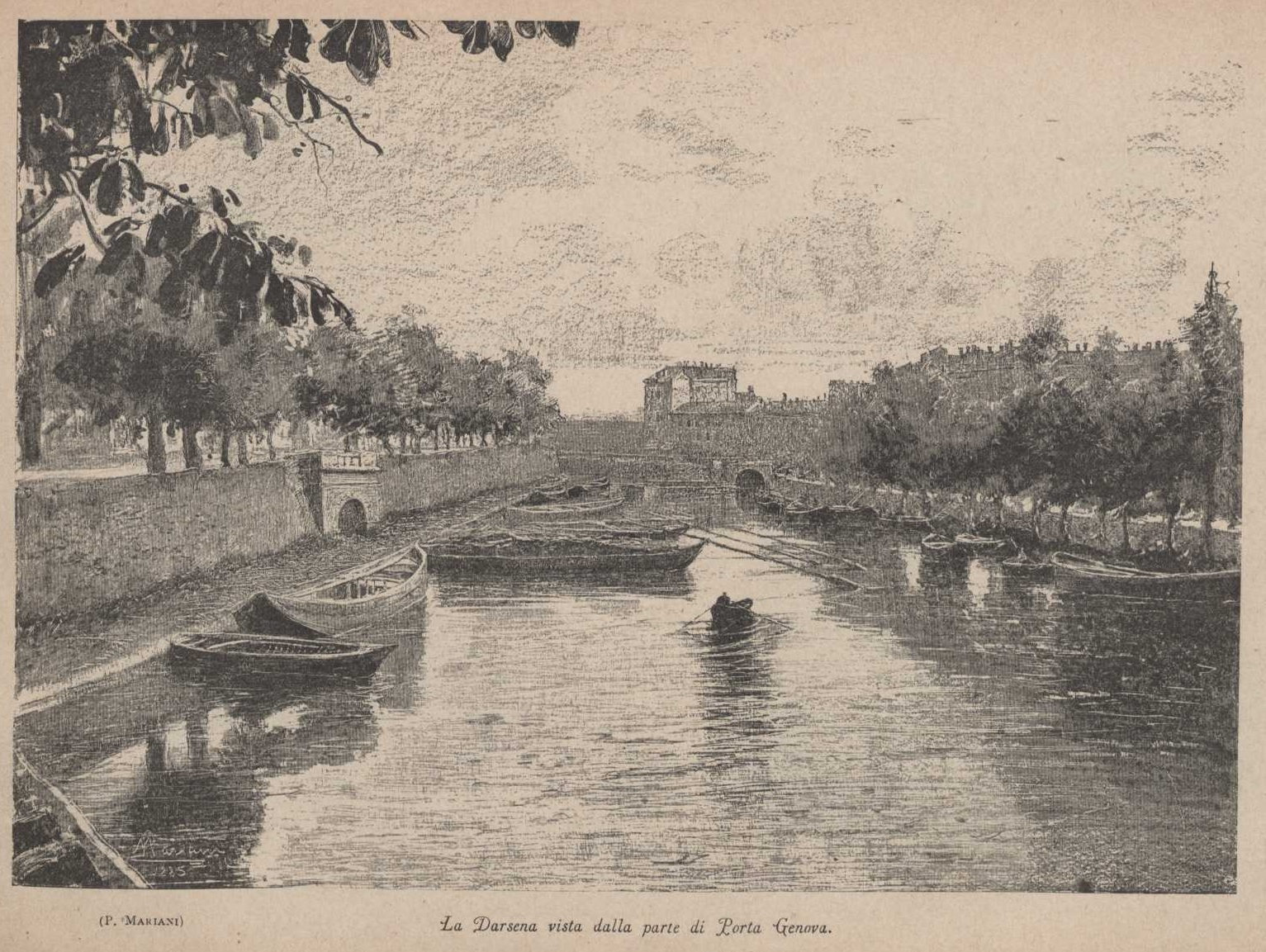
La Darsena vue depuis la Porta Genova au XIXe siècle.